# 리카온 세코웨이
리카온 세코웨이(학명: Lycaon sekowi)는 플리오세에서 플라이스토세 사이 남아프리카에 서식했던 개과의 종이다. 오늘날까지 번식하고 있는 아프리카들개(Lycaon pictus)와 같은 속에 속하며, 리카온 세코웨이가 상위 육식동물(hypercarnivore)이었다. 그러나, 앞발은 뛰기에는 적합하지 않은 형태였다.